# Зоран Јанковић (продуцент)
Зоран Јанковић (Београд, 1957) српски је филмски и телевизијски продуцент.

## Биографија
Јанковић је рођен је у земљорадничкој породици. Запослио се у РТС-у 1978. године где је прошао све степенице у организацији пројеката од помоћника, организатора до директора и потписао је реализацију око 400 емисија - недељне и музичке магазине, шоу програме. Као директор серије потписао пројекте попут Волим и ја неранџе но трпим... и Срећни људи.
У јуну 1994. године прелази у продуцентску кућу Комуна Максе Ћатовића и ту ради до 2005. и потписује у својству директора продукције готово све пројекте које је Комуна реализовала: Подземље, Црна мачка бели мачор, Лајање на звезде, Тајна породичног блага, тв серије Сваштара, Породично благо, Стижу долари, Лисице.
У септембру 2005 године оснива сопствену продуцентску кућу Кошутњак филм у оквиру које реализује наслове попут: Кад цвета лимун жут, Кнежевина Србија, Краљевина Србија, Доба Дунђерских, Рањени орао, Шешир професора Косте Вујића итд, и популарне тв серије: Бела лађа, Рањени орао, Грех њене мајке, Шешир професора Косте Вујића.
Потписао је око 26 серија што је својеврстан рекорд у нашој продукцији, око 20 играних и 5 документарно играних филмова.
Добитник је награде Златни беочуг за трајан допринос култури града Београда. Члан је Академије филмске уметности и науке и председник стручног савета Филмског центра Србије.

## Филмографија
| Год.       | Назив                                       | Улога             |  |
| ---------- | ------------------------------------------- | ----------------- |  |
|            |                                             |                   |  |
| 1981.      | Шеста брзина                                | организатор       |  |
| 1981.      | Приче из радионице                          | организатор       |  |
| 1983.      | Приче из Непричаве                          | организатор       |  |
| 1983.      | Карловачки доживљај 1883                    | организатор       |  |
| 1983.      | Шећерна водица                              | организатор       |  |
| 1986.      | Постер Халида Муслимовића                   | организатор       |  |
| 1991.      | У име закона                                | организатор       |  |
| 1992.      | Волим и ја неранџе, но трпим                | директор серије   |  |
| 1993-1994. | Срећни људи                                 | директор серије   |  |
| 1995.      | Подземље                                    | директор филма    |  |
| 1996.      | Била једном једна земља                     | директор серије   |  |
| 1997.      | Моја домовина                               | директор филма    |  |
| 1998.      | Лајање на звезде                            | директор филма    |  |
| 1998.      | Црна мачка, бели мачор                      | директор филма    |  |
| 2000.      | Тајна породичног блага                      | директор филма    |  |
| 2000.      | Сваштара                                    | директор серије   |  |
| 2000.      | А сад адио                                  | директор филма    |  |
| 2001.      | Лола                                        | директор филма    |  |
| 2001.      | Нормални људи                               | директор филма    |  |
| 1998-2002. | Породично благо                             | директор серије   |  |
| 2002.      | Новогодишње венчање                         | продуцент         |  |
| 2002.      | Лисице                                      | директор серије   |  |
| 2004.      | Сиви камион црвене боје                     | директор филма    |  |
| 2004-2006. | Стижу долари                                | директор серије   |  |
| 2006.      | Где цвета лимун жут                         | извршни продуцент |  |
| 2007.      | Оно наше што некад бејаше                   |                   |  |
| 2008.      | Кнежевина Србија                            |                   |  |
| 2008.      | Краљевина Србија                            |                   |  |
| 2008.      | Рањени орао                                 |                   |  |
| 2009.      | Рањени орао (филм)                          |                   |  |
| 2009.      | Грех њене мајке                             |                   |  |
| 2009.      | Жарково, прича која траје                   |                   |  |
| 2010.      | Мој рођак са села                           |                   |  |
| 2011.      | Црвени макови                               |                   |  |
| 2011.      | Непобедиво срце                             |                   |  |
| 2012.      | Цват липе на Балкану                        |                   |  |
| 2006-2012. | Бела лађа                                   |                   |  |
| 2012.      | Шешир професора Косте Вујића (филм из 2012) |                   |  |
| 2013.      | Шешир професора Косте Вујића (ТВ серија)    |                   |  |
| 2013.      | Где је Нађа?                                |                   |  |
| 2014.      | Доба Дунђерских                             |                   |  |
| 2014.      | Кад љубав закасни                           |                   |  |
| 2014.      | Самац у браку                               |                   |  |
| 2014.      | Бранио сам Младу Босну                      |                   |  |
| 2014.      | Ничије дете                                 |                   |  |
| 2015.      | Бранио сам Младу Босну (ТВ серија)          |                   |  |
| 2015.      | Једне летње ноћи                            |                   |  |
| 2017.      | Рачун                                       |                   |  |
| 2018.      | Vadásztársak                                |                   |  |
| 2020.      | Име народа                                  |                   |  |
| 2020-2021. | Случај породице Бошковић                    |                   |  |
| 2019-2021. | Јунаци нашег доба                           |                   |  |
| 2021-2023. | Бележница професора Мишковића               |                   |  |
| 2022.      | Усековање (филм)                            |                   |  |
| 2024.      | Јорговани (филм)                            |                   |  |
| 2024.      | Златни рез 42                               |                   |  |
| 2025.      | Хајдуци (филм)                              |                   |  |
| //.        | Луминоус                                    |                   |  |
| //         | Тротоари раја                               |                   |  |
| //         | Принц Растко Српски                         |                   |  |